# Austroclavus
Austroclavus é um gênero de gastrópodes pertencente a família Drilliidae.

## Espécies
- Austroclavus undata (Hedley, 1907)